# Michael B. Tretow
Bo Michael Tretow (Norrköping, Suecia; 20 de agosto de 1944-20 de mayo de 2025) fue un ingeniero de sonido y productor musical sueco. Trabajó con el grupo de música pop ABBA, para el que creó el método del "muro de sonido", que caracterizó el estilo musical de la banda. También se destacó por su trabajo en el musical Chess.

## El "muro de sonido"
En 1973 el grupo ABBA se presentó en el Fesitval de Eurovisión, Melodifestivalen, con la canción "Ring-Ring". Las sesiones de grabación fueron arregladas por Michael B. Tretow, quien ya había experimentado con una técnica que se haría famosa con el nombre de "muro de sonido", y que le brindaría al grupo su particular sonido.
El "muro de sonido" consistía en grabar las voces por separado en una cinta maestra, para luego crear varias copias de esa cinta y reproducirlas con una separación de milisegundos, logrando doblar el número de sonidos de los instrumentos que se escuchan en una pista, y así conseguir un sonido más fuerte y claro.

## Discografía

### Como artista
- Mikael & Michael (1966, con Mikael Ramel)
- Let's boogie (1976)
- Michael B. Tretow (1982)
- Tomteland (1985)
- Den makalösa manicken (1986, con el seudónimo de Professorn)
- Trafik-Trolle (inicios de la década de 1980)
- Caramba (1981, con Ted Gärdestad)
- Hystereo Hi-lites (1989)
- Greatest Hits (1999)

### Como productor
- Lena Andersson: Det Bästa Som Finns (1977)
- ABBA: Gracias por la música (1980)
- ABBA: ABBA Live (1986)
- Big Money: Lost In Hollywood (1992)
- Big Money: Moonraker (1994)

### Como ingeniero
- Björn Ulvaeus & Benny Andersson: Lycka (1970)
- Lena Andersson: Lena 15 (1971)
- Lena Andersson: Lena (1971)
- Ted Gärdestad: Undringar (1972)
- Lena Andersson: 12 Nya Visor (1972)
- Björn & Benny, Agnetha & Frida (ABBA): Ring Ring (1972-1973)
- Ted Gärdestad: Ted (1973)
- Svenne & Lotta: Oldies But Goodies (1973)
- ABBA (Björn & Benny, Agnetha & Frida): Waterloo (1974)
- Ted Gärdestad: Upptåg (1974)
- Svenne & Lotta: 2/Bang-A-Boomerang (1975, ingeniero y coproductor)
- ABBA: ABBA (1975)
- ABBA: Greatest Hits (1975-1976)
- Anni-Frid Lyngstad: Frida ensam (1975)
- ABBA: Arrival (1976)
- Ted Gärdestad: Franska Kort (1976, ingeniero y coproductor)
- Svenne & Lotta: Letters (1976, ingeniero y coproductor)
- ABBA: The Album (1977)
- ABBA: Voulez-Vous (1979)
- ABBA: Greatest Hits Vol. 2 (1979)
- ABBA: Super Trouper (1980)
- Ted Gärdestad: I'd Rather Write a Symphony (1980, ingeniero y coproductor)
- Agnetha & Linda: Nu Tändas Tusen Juleljus (1980/1981, ingeniero y coproductor)
- ABBA: The Visitors (1981)
- Ted Gärdestad: Stormvarning (1981, ingeniero y coproductor)
- ABBA: The Singles: The First Ten Years (1982)
- Agnetha Fältskog: Wrap Your Arms Around Me (1983)
- Various Artists: Original Cast Recording, Musical Chess (1984)
- Agnetha Fältskog: Eyes of a Woman (1985)
- Gemini: Gemini (1985)
- Agnetha & Christian: Kom Följ Med I Vår Karusell (1987, ingeniero y coproductor)
- Gemini: Geminism (1987)
- ABBA: ABBA Gold (1992)
- ABBA: More ABBA Gold (1993)
- ABBA: Thank you for the Music (1994)
- Agnetha Fältskog: My Colouring Book (2004)